# 薩姆特 (內布拉斯加州)
薩姆特（英語：Sumter）是位於美國內布拉斯加州瓦利縣的非建制地區。

## 歷史
薩姆特的郵局於1894年設立，其後於翌年停運。

## 地理
薩姆特所處的海拔為高於海平面607米（即1992英呎），而該地所採用的時區為UTC-6，即北美中部时区（CST）。同時該地設有夏令時間，為UTC-6調快一小時，即UTC-5（CDT）。